# Stanislav Vávra (1993)
Stanislav Vávra (* 20. července 1993, Kroměříž, Česko) je český fotbalový útočník, momentálně působící v moravském týmu FC Zbrojovka Brno.

## Klubové statistiky
Aktuální k 9. červnu 2012
| Sezona | Klub                | Země  | Soutěž  | Zápasy | Góly |
| ------ | ------------------- | ----- | ------- | ------ | ---- |
| 10/11  | FC Zbrojovka Brno B | Česko | 3. liga | 2      | 0    |
| 11/12  | FC Zbrojovka Brno B | Česko | 3. liga | 24     | 7    |
|        | FC Zbrojovka Brno   | Česko | 2. liga | 1      | 0    |
|        | celkem              |       |         | 27     | 7    |